# Мегура-ку-Ліліак
Мегура-ку-Ліліак (рум. Măgura cu Liliac) — село у повіті Телеорман в Румунії. Входить до складу комуни Дрегенешть-де-Веде.
Село розташоване на відстані 88 км на захід від Бухареста, 27 км на північний захід від Александрії, 102 км на схід від Крайови.

## Населення
За даними перепису населення 2002 року у селі проживали 353 особи, усі — румуни. Усі жителі села рідною мовою назвали румунську.